# Progetto West Ford

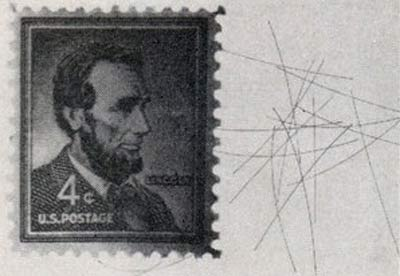
Gli aghi utilizzati nel progetto West Ford messi a confronto con un francobollo.

Il Progetto West Ford (noto anche come Progetto Needles) è consistito nel tentativo di realizzare un sistema di comunicazione spaziale passivo sperimentale condotto dal Lincoln Laboratory, un centro di ricerca e sviluppo del Massachusetts Institute of Technology finanziato dal Dipartimento della Difesa degli Stati Uniti, nel 1961 e nel 1963 su commessa delle forze militari statunitensi. Nello specifico, il progetto si poneva lo scopo di verificare la realizzazione di una fascia costituita da centinaia di milioni di piccole antenne a dipolo in rame, delle dimensioni di un capello, che, circondando la Terra, potesse essere utilizzata come una specie di ionosfera artificiale e consentire una comunicazione radio globale indipendente dai cavi sottomarini.

## Antefatti
Al culmine della Guerra Fredda, tutte le comunicazioni internazionali erano inviate attraverso enormi cavi sottomarini oppure venivano trasmesse facendo rimbalzare le onde radio sulla ionosfera terrestre con una tecnica nota come skywave. Temendo che l'Unione Sovietica potesse in qualche modo sabotare i cavi, costringendo il nemico ad utilizzare solo la ionosfera come mezzo di comunicazione con le forze d'oltreoceano, e dopo aver sperimentato come quest'ultima potesse essere disturbata con esplosioni nucleari ad alta quota, grazie ai test in alta atmosfera condotti nell'agosto 1958 durante l'Operazione Hardtack I, i capi militari statunitensi chiesero al Lincoln Laboratory di trovare un modo per mitigare tale minaccia.
Nel 1958, Walter E. Morrow, l'allora direttore del Lincoln Laboratory, diede così inizio al progetto West Ford, che si proponeva di verificare la realizzazione di una sorta di ionosfera artificiale composta da centinaia di milioni di antenne a dipolo in rame, disposte su un anello attorno al pianeta, che fungessero da supporto passivo all'antenna parabolica dell'osservatorio Haystack, situato nella cittadina di Westford, nella comunicazione con siti d'oltreoceano. Nel caso il tentativo avesse funzionato, l'idea di Morrow era quella di creare due anelli, uno su un'orbita polare e uno su un'orbita equatoriale, che avrebbero costituito la definitiva ionosfera artificiale.

## Principio di funzionamento

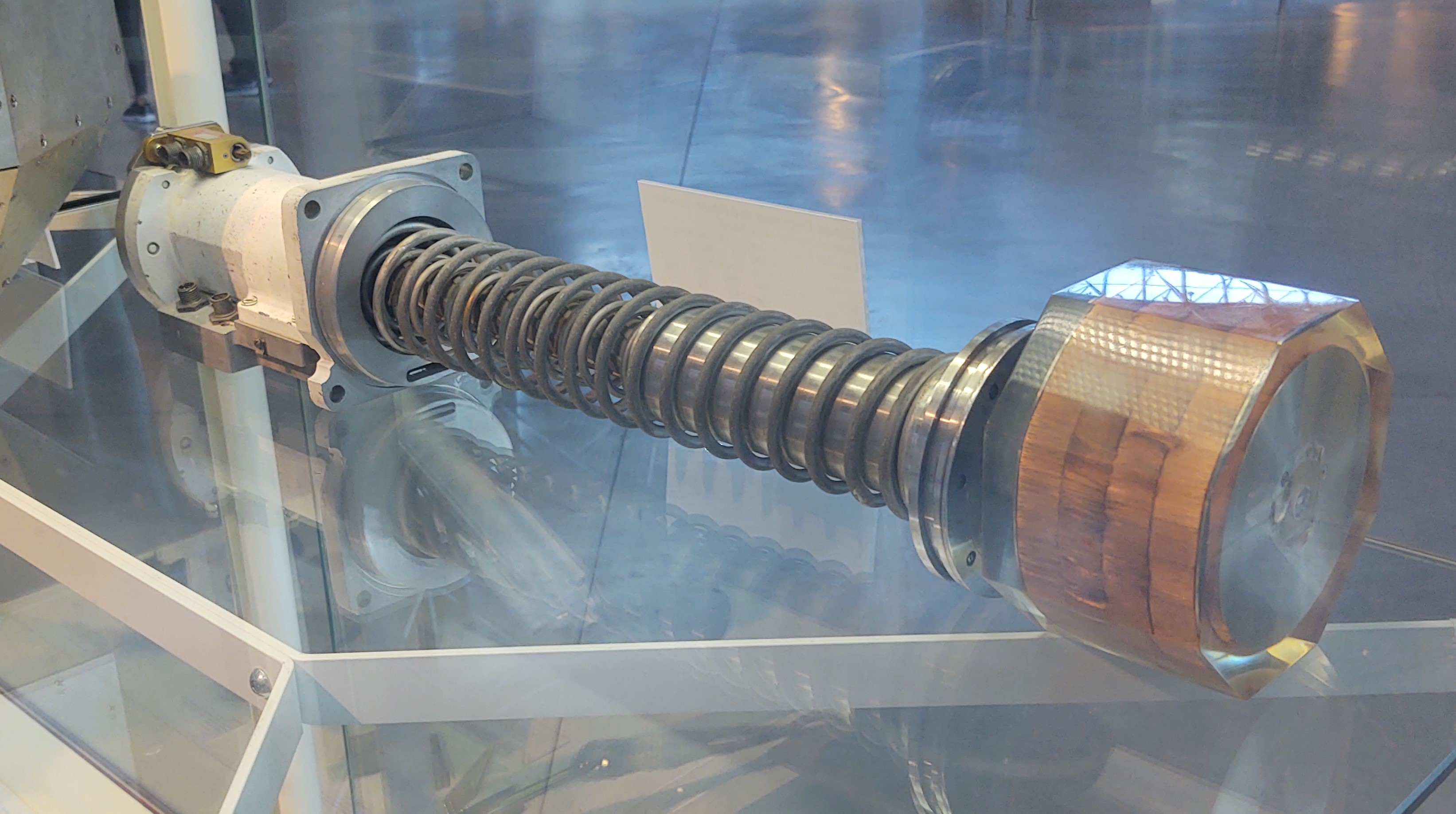
Un modello di uno degli erogatori rotanti utilizzati nel progetti West Ford e la molla che serviva per espellerlo nello spazio.

I dipoli realizzati per il progetto erano costituiti da fili di rame lunghi 1,78 cm e spessi 25,4 μm nel primo test, condotto nel 1961,  e 17,8 μm nel secondo, condotto nel 1963. Tale lunghezza fu scelta poiché corrispondeva alla metà della lunghezza d'onda della frequenza di trasmissione di 8,4 GHz utilizzata nel programma.
Secondo quanto progettato, centinaia milioni di questi dipoli metallici, aventi una massa totale di poche decine di chilogrammi sarebbero dovuti essere incorporati in una matrice di naftalene, pesante pochi chilogrammi, e quindi inseriti in una sorta di erogatore a sua volta caricato su un satellite. Una volta giunto su un'orbita polare, il satellite avrebbe quindi impresso un moto rotatorio all'erogatore per poi espellerlo. Girando attorno al proprio asse e muovendosi in avanti per la spinta ricevuta, quasi avrebbe quindi disperso tutt'attorno le minuscole pagliuzze, che si sarebbero liberate dal naftalene, in sublimazione a causa del vuoto, realizzando infine la fascia desiderata. Quest'ultima, agendo, come detto, da ionosfera artificiale, avrebbe quindi avuto lo scopo di riflettere le onde elettromagnetiche emesse da una stazione a terra così che queste potessero essere ricevute da un'altra stazione oltreoceano o comunque a distanze estremamente elevate.

## I test

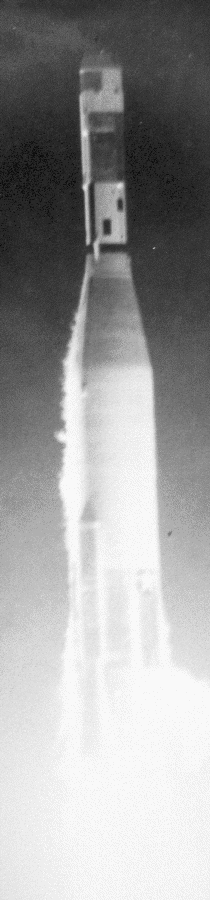
Il lancio dell'Atlas-Agena che portò in orbita il MiDAS 4 il 21 ottobre 1961.

Per il primo test, 350 milioni di dipoli, per un peso totale di 28 kg, furono incorporati in una matrice cilindrica di naftalene del peso di 2,1 kg e il blocco risultante, lungo 32 cm e con un diametro di 14 cm, fu inserito in un erogatore del peso di circa 12 kg. Quest'ultimo, denominato Westford 1, fu quindi caricato nel satellite MiDAS 4 e lanciato il 21 ottobre 1961 dalla base aerea Vandenberg a bordo di un razzo Atlas-Agena, per poi essere immesso con successo su un'orbita polare inclinata di 96°alla quota di 3500 km. A causa di un malfunzionamento del satellite, però, il Westford 1 fu espulso senza essere stato prima messo in rotazione e i dipoli non furono efficacemente distribuiti, ritrovandosi invece raggruppati in una sorta di piccoli ammassi che ricaddero poi quasi tutti in atmosfera, distruggendosi, negli anni successivi.
Per il secondo tentativo si decise di utilizzare 480 milioni di pagliuzze, per un peso complessivo di 19 kg - benché più numerose esse erano infatti più sottili delle precedenti -, che furono inserite in cinque diversi dischi di naftalene poi impilati a formare un cilindro del peso totale di 1,5 kg , del diametro di 11 cm e lungo in tutto 36 cm. Chiamato Westford 2, il nuovo erogatore contenente i cinque dischi di naftalene impilati fu quindi caricato nel satellite MiDAS 6 e messo in orbita, utilizzando anche in questo caso un razzo Atlas-Agena decollato dalla base aerea Vandenberg, a una quota di 3680 km con un'inclinazione di 87,4°. Nel secondo test tutto andò come previsto e i 480 milioni di piccoli dipoli furono dispersi in un periodo di circa 40 giorni, formando una fascia con una sezione ellittica avente assi di 15 e 30 km che circondava tutto il pianeta Terra e in cui i dipoli erano distanti circa 400 metri l'uno dall'altro.
| Erogatore     | Data            | Sito di lancio | Veicolo di lancio | Satellite                     | Note             |
| ------------- | --------------- | -------------- | ----------------- | ----------------------------- | ---------------- |
| Westford 1    | 21 ottobre 1961 | Va LC-1-2      | Atlas-LV3 Agena-B | MiDAS 4                       | COSPAR 1961-028A |
| Westford-Drag | 9 aprile 1962   | Va LC-1-2      | Atlas-LV3 Agena-B | MiDAS 5                       | COSPAR 1962-010A |
| Westford 2    | 9 maggio 1963   | Va LC-1-2      | Atlas-LV3 Agena-B | MiDAS 6, Dash 1, TRS 5, TRS 6 | COSPAR 1963-014A |

## Risultati
I tentativi di comunicazione tra l'antenna di Millstone Hill, nell'osservatorio Haystack, in Massachusetts, e Camp Parks, nella California settentrionale, iniziarono già pochi giorni dopo il lancio del 1963, quando ancora i dipoli non si erano ancora completamente distribuiti, e furono un successo, con una velocità di trasferimento dati che raggiunse i 20000 bit/s. Tuttavia già quattro mesi dopo la messa in orbita, con i dipoli in teoria già uniformemente distribuiti, la velocità raggiunte furono solo di 100 bps poiché, come si capì, i dipoli avevano cominciato in breve tempo a decadere dall'orbita e a rientrare in atmosfera.
Questa rapida perdita di capacità di trasmissione, unitamente ai progressi nella costruzione di satelliti attivi per le comunicazioni che si ebbero in quegli anni, fu uno dei motivi per cui non furono più condotti ulteriori esperimenti di questo tipo. Le ultime trasmissioni effettuate con l'ausilio della ionosfera artificiale avvennero nel 1965 e gran parte dei dipoli era rientrata nell'atmosfera terrestre alla fine degli anni 1960.
Sebbene le pagliuzze disperse correttamente nel secondo esperimento siano quindi del tutto sparite dallo spazio, diversi dei gruppi di dipoli risalenti al primo test permangono in orbita ancora negli anni 2020 e sono monitorati dal NASA Orbital Debris Program Office. Ad aprile 2023, è noto che ben 44 di questi ammassi larghi più di 10 cm erano ancora in orbita, e a questi si potrebbero andare ad aggiungere ammassi più piccoli presenti non osservabili.

## Critiche
Già durante la fase di progettazione, il progetto West Ford incontrò notevoli resistenze da parte di astronomi che temevano che la ionosfera artificiale avrebbe ostacolato le osservazioni astronomiche nei campi dell'astronomia ottica e della radioastronomia, arrivando anche a costituire un pericolo per gli altri veicoli spaziali, dato il gran numero di particelle che il progetto avrebbe rilasciato nello spazio. Tra i critici ci fu anche la Royal Astronomical Society britannica, e, sulla Pravda, i sovietici accusarono gli statunitensi di star deliberatamente inquinando lo spazio. 
All'epoca la questione fu sollevata anche alle Nazioni Unite, dove l'allora rappresentante degli Stati Uniti, Adlai Stevenson II, difese il progetto, riuscendo a calmare gli animi della maggior parte degli altri rappresentanti, affermando che, dopo aver letto gli articoli relativi al Progetto West Ford pubblicati sui quotidiani e stando a quanto aveva appreso sull'argomento, era convinto che la pressione della radiazione solare avrebbe fatto sì che i dipoli rimanessero in orbita solo per circa tre anni. Alla fine, comunque, la protesta internazionale portò all'inserimento di una clausola consultiva relativa agli esperimenti spaziali pericolosi nel trattato sullo spazio extra-atmosferico adottato nel 1967.